# Gheorghe Mocanu
Gheorghe (Ghiță) Mocanu (n. 31 martie 1938, Vâlcele, Bacău – d. 28 august 1993, Onești) a fost pictor, profesor de desen, inițiatorul și mentorul cercului de desen „Ion Diaconescu” din Onești.

## Biografie
S-a născut lângă Târgu Ocna, în satul Vâlcele, ca fiu al lui Grigore și al Elenei Mocanu. După absolvirea studiilor liceale și satisfacerea stagiului militar, între anii 1959 și 1961, ca instructor artistic la Casa de Cultură Târgu Ocna, are prilejul să cunoască temeinic tradiția folclorică a zonei, care îi va fi un permanent punct de reper în destinul artistic și pedagogic. În 1965 a absolvit Facultatea de Arte Plastice din cadrul Institutului Pedagogic București, unde a studiat cu A. Secoșanu, V. Merica, N. Hilohi. În 1966 primește numirea ca profesor la catedra de desen a Școlii Generale nr. 5 din Onești, unde, în același an, înființează Cercul de desen „Ion Diaconescu”. În paralel, conduce clasa de grafică din Onești a Școlii Populare de Artă – Bacău. Încă din primul an de profesorat se implică în viața cultural-artistică a zonei, participând la expoziții de grup și remarcându-se prin expoziții personale cu o periodicitate cvasianuală. De-a lungul carierei se implică, împreună cu elevii pe care îi îndrumă, în proiecte UNICEF și UNESCO, în urma cărora cercul de desen dobândește o binemeritată notorietate internațională. În urma reușitelor la concursul „Autori copiii” al revistei „Tribuna României”, va lega o strânsă prietenie cu poetul Petre Ghelmez.

## Pictorul
Ca artist plastic, Gheorghe Mocanu cultivă peisajul și natura statică (în special flori), năzuind să reflecte căldura și lumina locurilor natale. Majoritatea pânzelor sale sunt uleiuri care traversează, de-a lungul parcursului artistic, o evoluție cromatică de la griuri delicate, evanescente, subtile, marcate de accente grafice rafinate, la tonuri exuberante, grave pe alocuri, exprimând bucuria de a trăi, de a privi, de a simți a artistului. Marea sa pasiune, care dă deopotrivă măsura sensibilității și a talentului său este însă acuarela, căreia îi conferă o vibrație intensă, fulgurantă, de un autentic și interiorizat lirism, fiecare lucrare echivalând cu o mărturie de o religioasă sinceritate asupra motivului înfățișat.

## Expoziții
- 30 de expoziții personale în Onești, Bacău, Iași, Suceava, Reșița, Slănic-Moldova, Piatra Neamț, Satu Mare, București
- Participări la expoziții colective ale Filialelor UAP Bacău și Iași
- 1973-Expoziția republicană a cadrelor didactice
- Expoziția interjudețeană Bacău – Brăila – Galați la Ateneul Român
- Expoziția republicană de pictură și grafică – Sala Dalles - București
- 1979 - Expoziția „Prezențe culturale băcăuane în capitală” – Muzeul Colecțiilor de Artă
- 1984 - Expoziție personală – Teatrul Mic – București
- 1987 - Expoziție personală la sediul Uniunii Sindicatelor din Învățământ – București
- 1989 - Expoziție de acuarelă la Galeriile Municipiului București
- 1990 - Expoziție de acuarelă și ulei – Karlsruhe – Germania
- 1991 - Expoziție de acuarelă și ulei – Fontanellato – Italia
- 1992 - Premiul I - acuarelă și Premiul II – ulei la Expoziția anuală din Maclean – Australia
- 1995 - Expoziție de acuarelă și ulei la sediul Ministerului de Externe – București
- 1997 – Expoziție la sediul Societății Române de Radiodifuziune – București
- 1998 – Expoziția retrospectivă „Lumea din spatele ochilor”- Onești - în organizarea Bibliotecii Municipale „Radu Rosetti”
- 2005 – Expoziție retrospectivă și documentară – Spațiul expozițional al Bibliotecii Municipale „Radu Rosetti” Onești
- 2008 - Expoziție retrospectivă „Restituiri" - Secția de Artă a Complexului Muzeal „Iulian Antonescu" Bacău
- 2010 - Expoziție retrospectivă Gheorghe Mocanu 31 martie 2010, 72 de ani de la nașterea artistului - Muzeul de artă Bacău

## Aprecieri critice

### Dan Grigorescu
„Un romantic care ascultă de legile clasicismului, pentru că vede în ele triumful rațiunii atotcuprinzătoare. […] O artă de mare sinceritate în care culoarea plutește, irizată de o lumină calmă; pictura lui delicată, discretă, ascunde un simț sigur al construcției care nu devine niciodată ostentativ. Acuarelele sale nu se rezumă la stenografierea unei priveliști, așa cum se ivește într-un anume ceas al luminii, ci consemnează limpede o stare de spirit a artistului; ele au o surprinzătoare soliditate -surprinzătoare pentru cei deprinși cu prejudecata că acuarela e o artă a spontaneității. La Gh. Mocanu, spontaneitatea e aparentă: dincolo de ea se ghicește studiu îndelungat care, prin acumulări treptate ale tehnicii, ajunge să se înfățișeze într-o mare libertate a liniei ce trasează contururile, a culorii, a trecerilor și a suprapunerii subtile de tonuri.”

### Ion Frunzetti
„Pictorul Gh. Mocanu e un liric. Lirica picturii lui e cea a tradiției românești a poeziei: laudă vieții acesteia omenești pe lume, laudă lumii care se dăruie omului cu toate frumusețile ei și cu amarurile-i toate.”

### Petre Ghelmez
„Adevărate clipe suspendate, la prima privire, peisajele lui Gh. Mocanu se dovedesc, până la urmă, subtile ocheane prin care putem privi esențele lumii. Fiindcă lucrarea de o clipă a artistului nu-i altceva decât rezultatul unor îndelungi și adânci meditații.”

### Valentin Ciucă
„În pictură, dar mai ales în acuarelă, s-a dovedit constant un artist a cărui vervă imaginativă și gestică compozițional-cromatică este deseori fermecătoare. Spontanul surprinde atmosfera unui loc și o eternizează parcă grăbit spre a nu pierde senzația imediatului. Artistul a reușit, deseori, să eternizeze clipa...”

## Pedagogul
Încă din primul an de profesorat, înființează Cercul de desen „Ion Diaconescu”, pe care îl conduce până la dispariția sa. Cercul este, de-a lungul deceniilor 7, 8 și 9 ale secolului trecut, cel mai apreciat și premiat din țară. Concepția pedagogică pe care a promovat-o întreaga viață a fost animată de dorința de oferi copiilor acces la cultura și educația plastică într-o modalitate accesibilă. Elaborează un ciclu de 15 lecții-povești, versificate, însoțite de muzică, în care elementele de limbaj plastic sunt introduse ca personaje, facilitând asimilarea noțiunilor abstracte și făcând din ora de desen o adevărată bucurie de a cunoaște și de a desena, urmărind „Călătoria în țara lui Cromo Împărat”.
De asemenea, elaborează studii și lucrări de specialitate, publicate în „Tribuna școlii” și „Revista de pedagogie”. În „Enciclopedia practică a copiilor” semnează capitolul dedicat artei plastice.
În 1979 inițiază, organizează și conduce primul Șantier Național de Artă Plastică a Copiilor la Clinica de Stomatologie Infantilă din Iași, unde reunește 7 cercuri de desen din țară pentru a realiza decorarea spațiilor interioare. În 1991 înființează, pe structura cercului de desen, Clubul UNESCO pentru Tineret și Copii, urmărind coordonarea activității cu cea a organizațiilor de același gen din Europa, prin schimburi culturale, educaționale și științifice. În anul 1991, prin colaborare cu Clubul UNESCO din Parma-Italia, organizează șantierul de artă plastică din Fontanellato, iar în 1992 și 1993 pe cele din Bedonia, unde copiii de la cercul de desen „Ion Diaconescu” realizează lucrări de pictură murală care decorează instituții de învățământ. Personalitate multilaterală, organizează, cu membrii cercului pe care îl conduce, interesante activități în afara orelor de curs, legând arta plastică de celelalte discipline, cum ar fi literatura sau istoria.
Se stinge din viață în plină activitate, proiectele sale legate de stimularea creativității copiilor și tinerilor rămânând nefinalizate.